# Galeazzo Dondi
Galeazzo Dondi Dall'Orologio (Frattamaggiore, 19 marzo 1915 – Bologna, 22 ottobre 2004) è stato un cestista e allenatore di pallacanestro italiano.
Ha esordito con la maglia dell'Italia a Padova il 3 maggio 1936 nella vittoria per 30-17 sull'Austria. Ha poi giocato alle Olimpiadi 1936. In totale, ha segnato ventuno punti in quattordici gare con gli azzurri.
Ha vinto due scudetti consecutivi con la maglia della Virtus Bologna: nel 1945-46 e nel 1946-47. Durante la stagione successiva, fu capoallenatore dei bolognesi.
Laureato in medicina, prima medico condotto e poi dentista, nel 1946 chiude la carriera per dedicarsi alla professione. Rimarrà comunque nei quadri dirigenziali della Virtus per tutti gli anni cinquanta e sessanta, ricoprendo dal 1961 al 1966 la carica di presidente.
La sua scomparsa, avvenuta nell'ottobre 2004, è stata ricordata con un minuto di silenzio prima della partita di Legadue tra Virtus Bologna e Basket Trapani del 25 ottobre 2004.
È discendente di un'antica famiglia attestata nell'area padovana a partire dal Trecento, i Dondi dall'Orologio.

## Palmarès

### Giocatore
- Campionato italiano: 2

Virtus Bologna: 1945-46, 1946-47